# Đường Vũ Tông
Đường Vũ Tông (chữ Hán: 唐武宗; 2 tháng 7 năm 814 - 22 tháng 4 năm 846), tên thật Lý Viêm (李炎), là vị Hoàng đế thứ 16 hay 18 của triều đại nhà Đường trong lịch sử Trung Quốc. Ông trị vì từ năm 841 đến khi qua đời, tổng 5 năm.
Trong thời gian Vũ Tông ở ngôi, tình hình triều chính có vài điểm khởi sắc với việc Vũ Tông bổ nhiệm Tể tướng tài là Lý Đức Dụ (李德裕), còn về mặt quân sự, nhà Đường đã khống chế phần nào nạn phiên trấn và đẩy lui cuộc tấn công của Hồi Cốt, sử xưng Hội Xương trung hưng (會昌中興). Về kinh tế xã hội, Vũ Tông ra sức đàn áp tôn giáo, nhất là Đạo Phật, gây nên một vụ trấn áp lớn mà Phật giáo xưng là Hội Xương diệt Pháp.

## Thân thế
Đường Vũ Tông bổn danh Lý Triền (李瀍), là con trai thứ năm của Đường Mục Tông Lý Hằng. Ông chào đời vào ngày 12 tháng 6 năm Nguyên Hòa thứ 6 (tức 2 tháng 7 năm 814) dưới thời tổ phụ là Đường Hiến Tông Lý Thuần, khi đó Đường Mục Tông còn đang là Hoàng thái tử. Mẹ ông là Vi thị, không rõ sinh và mất năm nào.
Năm 820, Đường Hiến Tông băng hà, Đường Mục Tông lên ngôi. Năm 821, Mục Tông đồng loạt phong Vương cho các con và một số người em, trong đó Lý Triền được sắc phong là Dĩnh vương (颍王). Sử sách ghi chép không nhiều về những hành trạng của Lý Triền dưới thời Mục Tông và thời huynh trưởng của ông là Đường Kính Tông trị vì. Năm 827, anh trai thứ hai của Lý Triền là Đường Văn Tông Lý Ngang lên ngôi. Vào những năm Khai Thành (836 - 840), Lý Triền được ban tặng là Khai phủ nghi đồng tam ti, Kiểm giáo Lại bộ Thượng thư. Sử sách mô tả về Dĩnh vương Triền như sau:"Triền trầm tĩnh ít nói, vui buồn không biểu lộ ra sắc mặt".
Lý Triền cùng người anh là Yên vương Lý Dung (李溶) được Văn Tông đối xử tốt hơn các vị Thân vương khác.

## Đại Đường Hoàng đế

### Bất ngờ được lên ngôi
Ban đầu, Đường Văn Tông lập con trai của mình là Lỗ vương Lý Vĩnh làm Đông cung Hoàng thái tử, nhưng sau đó Lý Vĩnh lại qua đời vào năm 838 mà hậu cung không sinh nở tiếp nên Văn Tông không có người thừa tự. Sủng thiếp của Văn Tông là Dương Hiền phi muốn lập Yên vương Lý Dung nhưng Tể tướng Lý Giác phản đối. Cuối cùng, Văn Tông quyết định lập con của Kính Tông là Trần vương Lý Thành Mĩ (李成美) làm Tân Thái tử vào năm 839.
Đầu năm 840, Văn Tông lâm trọng bệnh, mệnh Lưu Hoằng Dật, Tiết Quý Lăng triệu Tể tướng Dương Tư Phục, Lý Giác vào cung để phó thác Thái tử. Các hoạn quan Cừu Sĩ Lương và Ngưu Hoằng Chí vốn kiểm soát Văn Tông từ lâu, không đồng ý công nhận Thành Mĩ nên quyết định giả mạo chiếu chỉ, lập Lý Triền làm Hoàng thái đệ (皇太弟) mặc dù có sự phản đối của Tể tướng Lý Giác. Sau đó, bọn Sĩ Lương đem binh vào Thập lục trạch (nơi ở của Lý Triền) và đón ông vào điện Thiếu Dương, bách quan yết kiến ở điện Tư Hiền. Ngày Kỉ Mão (8 tháng 2), Sĩ Lương giả chiếu chỉ nhân danh Văn Tông, nói Thái tử nhỏ tuổi không đảm đương được trọng trách, nên cho về làm Trần vương. Dĩnh vương Triền cùng Văn Tông trước cùng học một thầy, tính hình khoan dung nhân hậu nên có thể lập làm Hoàng thái đệ, quyết định việc trong triều. Ngày Tân Tị (tức 10 tháng 2), Văn Tông băng hà ở điện Thái Hòa, có chiếu lấy Dương Tư Phục Nhiếp trùng tể, tuyên di chiếu cho Thái đệ tức vị trước cữu tiền. Ngày 11 tháng 2, theo đề nghị của Cừu Sĩ Lương, Hoàng thái đệ hạ lệnh giết chết Dương Hiền phi, Yên vương Lý Dung cùng Trần vương Thành Mĩ. Cừu Sĩ Lương vốn oán Văn Tông từng muốn diệt mình nên đã cho trục xuất hết nhạc công và nội thị gần gũi với Văn Tông.
Ngày Tân Mão (20 tháng 2), Thái đệ tức vị Hoàng đế, sử xưng là Đường Vũ Tông. Giáp Ngọ (23 tháng 2), Vũ Tông truy phong mẹ của mình (đã mất) là Vi thị làm Hoàng thái hậu, thụy Tuyên Ý (宣懿), rồi sau đó hạ lệnh xá thiên hạ. Các thái giám ủng hộ ông đều được phong tước vị, trong đó Cừu Sĩ Lương được phong Sở Quốc công (楚国公).

### Đối ngoại
Nhà Đường thời Vũ Tông tiếp tục buôn bán với Thanh Hải trấn (Cheonghaejin) thuộc Tân La (đời vua Tân La Văn Thánh Vương) do Đại sứ Trương Bảo Cao đứng đầu. Thanh Hải trấn khi đó là trung tâm trao đổi mua bán hàng hóa lớn giữa nhà Đường (đời vua Đường Vũ Tông), Tân La (đời vua Tân La Văn Thánh Vương) và Nhật Bản (đời Thiên hoàng Ninmyō). Nhờ Thanh Hải trấn của Tân La mà kinh tế nhà Đường có khởi sắc. Vua Bột Hải Trang Tông của vương quốc Bột Hải cũng tiến hành các hoạt động thương mại với nhà Đường.
Lúc này Hồi Cốt sinh ra nội loạn và suy yếu. Năm 840 có một bộ phận không nhỏ người Hồi Cốt đứng đầu là Ốt Một Tư và Xích Tâm chạy đến vùng giáp biên giới nhà Đường là Thiên Đức và xin nội thuộc triều đình.
Năm 841, ở Hồi Cốt Khả hãn Ô Giới (841 - 846) lên ngôi. Quân Hồi Cốt đã rất nhiều lấn tấn công vào biên giới với nhà Đường để lùng bắt bọn Ốt Một Tư, quấy nhiễu nhân dân. Năm 841, Vũ Tông cùng triều thần bàn định về việc Cốt Một Tư quy phục. Theo lời khuyên của Lý Đức Dụ, Vũ Tông quyết định thu nhận tàn quân này, ban lương thực cho tàn quân Ốt Một Tư, phong tước vương, ban họ Lý cho ông ta. Trước đó, tộc Hiệt Kiết tìm thấy công chúa Thái Hòa được triều Đường gả sang Hồi Cốt khi trước, nên sai đưa về Trung Nguyên, giữa đường công chúa bị quân Hồi Cốt bắt được, đưa làm con tin. Tiếp theo Hồi Cốt liên tục cho quân xâm phạm biên cương, triều đình phải bố trí nhiều lực lượng để phòng bị. Hồi Cốt khả hãn yêu cầu nhà Đường giao Ốt Một Tư cho mình nhưng Vũ Tông không chấp nhận.
Từ năm 841 đến năm 844, vua Bột Hải Trang Tông của vương quốc Bột Hải phái sứ giả sang nhà Đường (đời vua Đường Vũ Tông) triều cống 4 lần vào các năm 841, 842, 843 và 844.
Liên tiếp từ năm 842 đến 843, quân Đường và quân Hồi Cốt liên tiếp nổ ra những trận chiến, xen vào đó là các cuộc đàm phán bất thành. Đến năm 843, tướng Đường là Lưu Miện cho quân tấn công bất ngờ vào doanh trại của Khả hãn Ô Giới, Khả hãn sợ quá phải bỏ trốn cùng khoảng 100 kị binh. Quân Đường giải thoát được công chúa Thái Hòa và giết hơn 10.000 quân, hơn 20.000 người Hồi Cốt phải đầu hàng. Quân Đường giành thắng lợi lớn, Hồi Cốt buộc phải quy phục. Về sau Hồi Cốt ngày càng suy yếu, mặc dù vẫn thỉnh thoảng tấn công vào biên cương nhà Đường nhưng không thể gây hại lớn như trước.
Ở An Nam đô hộ phủ của nhà Đường, năm 841, Vũ Tông xuống chiếu lấy Vũ Hồn làm Kinh lược sứ thay Hàn Ước. Năm 843 An Nam Kinh lược sứ Vũ Hồn sai tướng sĩ sửa thành, tướng sĩ làm loạn, đốt thành lũy, cướp kho phủ. Vũ Hồn chạy sang Quảng Châu, giám quân Đoàn Sĩ Tắc dụ yên những người nổi loạn.
Năm 846, vua Mông Khuyến Phong Hữu của Nam Chiếu phái quân vào đánh phá An Nam đô hộ phủ. Vua Đường Vũ Tông sai Kinh Lược Sứ là Bùi Nguyên Hựu đem quân các đạo lân cận đánh dẹp được.

### Đối nội
Sau khi lên ngôi, biết Lý Giác và Dương Tư Phục vốn không ủng hộ mình, nên Vũ Tông cho cách chức tể tướng của họ, rồi cho triệu cựu tể tướng là Tiết độ sứ Hoài Nam Lý Đức Dụ về triều và lại phong làm Môn hạ thị lang, Đồng bình chương sự, giữ tướng vị, đồng thời Hình bộ thượng thư Thôi Củng cũng được phong chức Đồng bình chương sự, kiêm Diêm thiết chuyển vận sứ. Lý Đức Dụ vào cung tạ ơn, nhân đó trình bày lên Vũ Tông những ý kiến của mình về chính nhân và tà nhân, được Vũ Tông tiếp nhận. Đức Dụ từ đó nắm quyền lớn trong triều và rất được tin tưởng.
Đầu năm 841 xá thiên hạ, cải nguyên là Hội Xương năm thứ nhất. Lại phong cho Trần Di Hành cùng đảm nhận chức Đồng bình chương sự. Cũng năm này, Đường Vũ Tông lại biếm Dương Tư Phục đến Hồ Nam, Lý Giác đến Quế Quản làm Quan sát sứ. Cừu Sĩ Lương vốn ghét đại thần Tri Xu mật Lưu Hoằng Dật và Tiết Quý Lăng trước được Văn Tông tín nhiệm, nên khuyên Vũ Tông hãy trừ hai người này đi. Vũ Tônng nghe theo, ban chết cho hai đại thần; đồng thời ông còn sai người đến Hồ Nam và Quế Quản để giết nốt Dương Tư Phục cùng Lý Giác. Tể tướng Lý Đức Dụ đến gặp mặt Vũ Tông để trình bày, cuối cùng Vũ Tông tha chết cho hai người, nhưng giáng Lý Giác làm thứ sử Chiêu Châu, Tự Phục làm Thứ sử Triều châu.
Năm 842, Vũ Tông bãi chức của tể tướng Trần Di Hành và phong cho Thượng thư Hữu thừa Lý Nhượng Di lên thay làm tể tướng. Lúc này Vũ Tông bề ngoài tỏ ra tôn trọng Cừu Sĩ Lương nhưng bên trong vẫn ngầm đề phòng. Sĩ Lương biết được nên lo sợ, sang năm 843 bèn xưng bệnh xin nghỉ, Vũ Tông chấp nhận cho trí sĩ, phong chức hiệu danh dự là Tả Vệ thượng tướng quân kiêm Nội thị giám, Tri tỉnh sự nhưng tước binh quyền. Về sau Vũ Tông phát hiện Cừu Sĩ Lương có tích trữ vũ khí trong nhà, bèn hạ lệnh tước quan chức, tịch thu gia sản. Cùng năm 843, đến Thôi Củng cũng bị bãi tướng.
Vào lúc này, nhà Đường lại phải tiếp tục đối mặt với nạn phiên trấn cát cứ. Tiết độ sứ Chiêu Nghĩa là Lưu Tòng Gián vốn có hiềm khích với bọn Cừu Sĩ Lương, nên đã tìm cách củng cố thế lực để tránh bị hoạn quan hãm hại về sau. Cuối xuân năm 843, Tòng Gián mất, cháu là Lưu Chẩn giấu việc không phát tang, muốn được làm lưu hậu. Vũ Tông không chịu nhưng cho Lưu Chẩn có thể vào triều để nhận quan chức nhưng Lưu Chẩn vẫn đóng ở đó, không nhận lệnh triều đình. Vũ Tông chuẩn bị chinh phạt Chiêu Nghĩa, nhưng lo sợ các Tiết độ sứ ở ba trấn Hà Bắc là Thành Đức, Ngụy Bác và Lư Long - vốn chỉ còn lệ thuộc triều đình trên danh nghĩa - sẽ hỗ trợ Lưu Chẩn, nên quyết định hứa cho các Tiết độ sứ này được quyền truyền chức cho con (mặc dù đây đã là thông lệ từ lâu) và hứa sau khi đánh dẹp xong sẽ cắt các đất ba châu ở phía đông núi Thái Hàng cho hai trấn Ngụy Bác và Thành Đức nếu họ giúp mình. Hai tiết độ sứ Hà Hoằng Kính (Ngụy Bác) và Vương Nguyên Quỳ (Thành Đức) đều đồng ý hợp tác với triều đình.
Vũ Tông sau đó hạ chiếu triệu Lưu Chẩn đến Lạc Dương. Chẩn không theo nên triều đình quyết định thảo phạt Chiêu Nghĩa. Các tướng triều đình là Vương Tể, Tiết độ sứ Hà Dương Vương Mậu Nguyên, Tiết độ sứ Hà Đông Lưu Miện, Tiết độ sứ Hà Trung Trần Di Hành, Tiết độ sứ Vũ Ninh Lý Ngạn Tá cùng Vương Nguyên Quỳ và Hà Hoằng Kính, năm trấn hợp quân công thảo. Quân các trấn Hà Bắc chia nhau đánh ở đông, còn quân triều đình tấn công hai quận phía tây, trong đó có trụ sở của trấn này là Lư châu. Nhưng quân triều đình không thể nhanh chóng đánh bại quân của Lưu Chẩn thì trong nội bộ lại sinh ra biến loạn khi tướng ở Hà Đông là Dương Biện cũng nổi dậy chống lại triều đình ở Thái Nguyên. Nhưng may là triều đình nhanh chóng đánh dẹp được và bắt sống được Dương Biện. Tiếp đó quân Đường lại tấn công Chiêu Nghĩa. Trong năm 844, quân Chiêu Nghĩa liên tiếp bại trận,ba châu phía đông Hình,Từ,Minh đầu hàng các trấn Hà Bắc và cuối cùng mùa thu năm đó, Lưu Chẩn bị tướng dưới quyền Quách Nghị giết chết. Quách Nghị đem thủ cấp của Lưu Chẩn nộp cho Vương Tể.
Vào năm 843, Vũ Tông lại phong cho Thôi Huyễn lên giữ chức tể tướng, và tể tướng Lý Thân bị giáng chức. Trong thời gian trị vì, Vũ Tông rất tin tưởng Lý Đức Dụ, phàm việc lớn gì cũng đều nghe theo ý kiến của ông ta. Lý Đức Dụ cũng hết lòng phò tá Vũ Tông trong việc chính trị và quân sự, bên ngoài dẹp yên Hồi Cốt, bên trong tiêu diệt quân Chiêu Nghĩa và khiến các trấn Hà Bắc phải thần phục, do đó triều chính có chút khởi sắc. Sau khi dẹp xong Lưu Chẩn, Lý Đức Dụ nhân cơ hội này lại tố cáo các đại thần thuộc Ngưu đảng là Ngưu Tăng Nhụ và Lý Tông Mẫn trước kia có liên kết với Lưu Tòng Gián, rốt cục Ngưu Tăng Nhụ đến Tuần Châu, Lý Tông Mẫn đày đến Phong châu. Ngưu Lý Đảng tranh bắt đầu từ thời Hiến Tông còn phải thêm mấy năm nữa mới dứt hẳn.
Đầu năm 845, theo tấu thỉnh của quần thần, Vũ Tông lại xưng tôn hiệu Nhân Thánh Văn Vũ Chương Thiên Thành Công Thần Đức Minh Đạo Đại Hiếu hoàng đế. Không lâu sau tể tướng Thôi Huyễn bị bãi chức, thay vào đó là Lý Hồi. Trong cung, vào năm 845, Vũ Tông có ý muốn lập Vương Tài nhân đang được sủng ái làm hoàng hậu, nhưng Lý Đức Dụ cho rằng tài nhân xuất thân hèn kém lại không có con nên không thể lập. Vũ Tông bèn bỏ ý định này.

### Diệt Phật
Trong lịch sử các Hoàng đế triều đại nhà Đường, hầu hết các vị Hoàng đế đều tôn sùng Phật giáo, kể cả Võ Tắc Thiên. Tuy nhiên Đường Vũ Tông lại ra sức đàn áp đạo Phật, và cả các tôn giáo ngoại nhập như Cảnh giáo (một phái của Kitô giáo), Hỏa giáo, Minh giáo..., nhưng chủ yếu là ghét Phật giáo nhất, nên ông luôn đàn áp và hành hạ đạo này. Có rất nhiều nguyên nhân dẫn đến việc đàn áp Phật giáo của Vũ Tông, nhưng chủ yếu là các lý do sau:
- Tình hình kinh tế: Các chiến dịch chống Hồi Cốt và tiêu diệt phiên trấn đã làm quốc khố nhà Đường cạn kiệt. Phật giáo phát triển, vua chúa nào cũng sùng đạo Phật, là quốc giáo của Đường triều, nên đạo ấy được hưởng một chế độ đối đãi đặc biệt, được miễn thuế, lại được quyền chiếm ruộng đất, v.v... nên đã hại đến kinh tế đất nước không nhỏ.
- Tình hình xã hội: Theo như nhận xét của Hàn Dũ, Phật giáo và các tôn giáo từ bên ngoài đã phá vỡ những nguyên tắc cơ bản của đạo làm người (Theo tư tưởng Nho giáo). Nó làm con bất kính với cha mẹ khi nhiều người vì tôn sùng đạo Phật mà bỏ cha mẹ, vợ con để vào chùa tu. Các nhà sư chỉ tụng kinh niệm Phật mà không tham gia sản xuất nhưng vẫn có cái ăn, tức là trở thành gánh nặng của xã hội. Nếu bắt các tăng ni hoàn tục thì đất nước sẽ có lại được một lực lượng lao động khá đông đảo[17].
- Lý do cá nhân: Đường Vũ Tông vốn là người tôn sùng Đạo giáo và Nho giáo, các đạo mà ông xem là chính thống của Trung Quốc. Đạo giáo mê mẩn người ta bằng phép thuật trường sinh bất tử, trong khi đó theo quan niệm của Phật giáo thì khi người ta thành chính quả thì cũng là lúc rời bỏ trần thế, do đó Vũ Tông chú tâm rất nhiều đến Đạo giáo. Ông cho triệu đạo sĩ Triệu Quy Chân vào cung để luyện thuốc trường sinh cho mình, và Quy Chân cũng nhiều lần khuyên Vũ Tông phế bỏ đạo Phật[4].

Cuộc đàn áp tôn giáo đầu tiên diễn ra vào năm 842 nhưng chỉ với quy mô nhỏ và không nhằm tiêu diệt đạo Phật. Khi đó triều đình hạ lệnh rằng những tăng ni nào mà đã từng phạm tội thì không được ở trong chùa nữa mà phải hoàn tục. Những tăng ni, nhà sư phải dâng hết tài sản cho nhà nước, nếu còn không chịu thì xem như chưa dứt lòng trần và cũng phải trở về nhà và phải nộp thuế cho nhà nước như người bình thường. Đường Vũ Tông đã ra lệnh đóng nhiều cửa chùa, chỉ định rằng mỗi nơi chỉ được xây 1 ngôi chùa duy nhất. Đây miễn cưỡng cũng có thể xem là một cuộc cải cách đạo Phật.
Tuy nhiên về sau Vũ Tông lại trở nên cuồng tín và căm ghét đạo Phật. Năm 844, cuộc đàn áp tôn giáo chuyển sang giai đoạn ác liệt nhất. Theo báo cáo của Từ bộ thì vào năm 844 ở Trung Quốc còn 4600 ngôi chùa, 40.000 ẩn thất; 260.500 tăng ni. Vũ Tông hạ lệnh phá hủy rất nhiều chùa chiền trong nước, các tăng ni không có thực tu bị bắt phải hoàn tục, tài sản trong nhà chùa bị như tượng Phật, lư hương, chung bàn bị tịch thu và phá ra để lấy đồng mà quy đổi ra tiền, đồ dùng hành đạo bị phá hủy. Lại ra lệnh cho Thượng Đô, Đông Đô mỗi nơi chỉ giữ lại 2 ngôi chùa, mỗi chùa chỉ giữ 20 người. Các phủ Tiết độ và quan sát sứ mỗi nơi chỉ giữ lại một chùa, phân những ngôi chùa còn lại ra các đẳng: nhất đẳng 20 người rồi lại giảm còn 10 người, nhị đẳng 10 người rồi giảm xuống 7 người, tam đẳng 5 người sau đó xóa bỏ. Các chùa do Đại sứ Thanh Hải trấn thuộc Tân La (đời vua Tân La Văn Thánh Vương) là Trương Bảo Cao và người Tân La dựng lên ở Dương Châu và Sơn Đông nhà Đường cũng bị ảnh hưởng. Chỉ trong năm 845, đã có 260.500 tăng ni bị bắt phải hoàn tục và nộp thuế trở lại như dân thường, 4600 ngôi chùa bị phá hủy; chiêu đề, lan nhược bị hủy lên đến hơn 40.000 địa điểm. Tất cả những giáo sĩ người người ngoài đến Trung Quốc truyền đạo phải trở về nước hết. Nhà sư Ennin của Nhật Bản (đời Thiên hoàng Ninmyō) đã sang nhà Đường từ năm 838 (đời vua Đường Văn Tông) thì nay bị trục xuất khỏi nhà Đường. Các tôn giáo ngoại nhập hầu như là bị xóa sổ tất cả.
Sau khi Đường Vũ Tông mất, Đường Tuyên Tông lên ngôi, đã hủy bỏ các sắc lệnh này, không cấm đoán như vậy nữa, nhưng chỉ có đạo Phật được phục hồi, còn các tôn giáo khác không còn phát triển được nữa ở Trung Hoa.

### Qua đời
Đường Vũ Tông do lạm dụng đơn dược để mong được trường sinh, nên tính tình trở nên khắc nghiệt và sức khỏe ngày càng suy nhược. Cuối năm 845 ông lâm bệnh nặng, nên nghĩ cách đổi tên để thay đổi vận số. Theo thuyết Ngũ hành, cấu tạo của chữ Triền (瀍) tương khắc với tên triều đại là Đường (唐), nên Vũ Tông đổi tên là Viêm (炎) vào tháng 3 ÂL. Tuy nhiên, bệnh tình của ông vẫn ngày một nặng thêm. Từ ngày Ất Mão tháng 1 ÂL, Vũ Tông đã không thể lâm triều, do đó trong ngoài bất an.
Quang vương Lý Di là Hoàng tử thứ 13 trong số 20 người con trai của Đường Hiến Tông Lý Thuần, tức Hoàng thúc phụ của Đường Vũ Tông nhưng thường bị đánh giá là người thiếu thông minh. Vũ Tông thấy tuổi của Hoàng thúc Lý Di không hơn mình bao nhiêu nên lại càng tỏ ra không biết lớn nhỏ, bất kính với Hoàng thúc. Khi Vũ Tông lâm bệnh thì đã không thể nói được nữa. Bọn hoạn quan thấy vậy, bèn tìm cách lập người ngu lên ngôi để dễ thao túng. Ngày 19 tháng 4 (Tân Dậu tháng 2 ÂL), hoạn quan giả chiếu chỉ của Vũ Tông, viết:"Hoàng tử nhỏ tuổi, chưa đủ hiền đức để trị quốc. Quang vương Lý Di có thể lập làm Hoàng thái thúc, đổi tên là Thầm, đảm đương quân quốc chánh sự".
Hoàng thái thúc vào cung gặp bách quan thì như trở thành con người khác, tỏ ra thông minh nhân trí hơn người. Ngày 22 tháng 4 (Giáp Tí), Vũ Tông băng hà. Lấy Lý Đức Dụ Nhiếp trùng tể. Đường Vũ Tông Lý Viêm được dâng thụy hiệu đầy đủ là Chí Đạo Chiêu Túc Hiếu Hoàng đế (至道昭肅孝皇帝), an táng vào Đoan lăng (端陵).
Ngày 25 tháng 4 (Đinh Mão), Hoàng thái thúc tức vị, sử xưng là Đường Tuyên Tông.

## Gia quyến
- Thân phụ: Đường Mục Tông Lý Hằng.
- Thân mẫu: Tuyên Ý Hoàng hậu Vi thị (宣懿皇后韋氏), nguyên quán không rõ, vào hầu Mục Tông khi còn là Thái tử, sinh Vũ Tông. Những năm Trường Khánh, bà được sách làm Phi. Lúc Đường Vũ Tông lên ngôi thì bà đã mất từ lâu, Vũ Tông bèn cải tôn Hoàng thái hậu, đặt tên lăng là Phúc lăng (福陵)[20].

### Hậu phi
1. Đức phi Lưu thị (德妃刘氏).
2. Thục phi Vương thị (淑妃王氏).
3. Hiền phi Lưu thị (贤妃刘氏).
4. Hiền phi Vương thị (贤妃王氏, ? - 846), người Hàm Đan, vào cung làm Tài nhân (才人), độc sủng mọi tình yêu của Vũ Tông. Sau khi Vũ Tông băng, Vương tài nhân tự sát, truy phong Hiền phi.
5. Chiêu nghi Ngô thị (昭仪吴氏).
6. Chiêu nghi Thẩm thị (昭仪沈氏).
7. Tu nghi Đổng thị (修仪董氏).
8. Tiệp dư Trương thị (婕妤张氏).
9. Tiệp dư Triệu thị (婕妤赵氏).
10. Tài nhân Mạnh thị (才人孟氏).

### Hoàng tử
1. Kỉ vương Lý Tuấn [杞王李峻].
2. Ích vương Lý Hiện [益王李岘].
3. Duyện vương Lý Kì [兗王李岐].
4. Đức vương Lý Dịch [德王李峄].
5. Xương vương Lý Tha [昌王李嵯].

### Hoàng nữ
1. Xương Nhạc Công chúa (昌樂公主).
2. Thọ Xuân Công chúa (壽春公主).
3. Vĩnh Ninh Công chúa (永寧公主), mất năm Hàm Thông.
4. Diên Khánh Công chúa (延慶公主).
5. Tĩnh Lạc Công chúa (靖樂公主), mất năm Hàm Thông.
6. Lạc Ôn Công chúa (樂溫公主).
7. Trường Ninh Công chúa (長寧公主), mất năm Đại Trung.